# Monte Porreiro (Pontevedra)
Monte Porreiro é um bairro residencial na cidade de Pontevedra (Espanha). É a sede da Universidade Nacional de Educação a Distância na província de Pontevedra. O bairro tem um posto de saúde, uma escola e uma escola secundária e uma igreja paroquial desde o final do século XX, sendo o seu padroeiro o Bom Pastor. Existem também zonas verdes, sendo a mais importante o Parque do Belvedere.

## Geografia
Monte Porreiro é um bairro localizado no nordeste da cidade. Faz fronteira a norte e oeste com o rio Lérez, a leste com a freguesia de Mourente e a sul com o bairro da Seca.

## Etimologia
O nome Monte Porreiro tem a sua origem na inclinação do terreno do lugar. Porreiro vem de porro-porrera que significa encostas abundantes e o nome do bairro de Monte Porreiro refere-se a uma "montanha com encostas íngremes".

## História
No início do século XX, em 1900, Casimiro Gómez, um rico proprietário fundiário, comprou uma propriedade de 70 hectares em Monte Porreiro, a antiga quinta de São António Abad, a que chamou Villa Buenos Aires. Chamou-lhe Villa Buenos Aires devido aos seus laços estreitos com a Argentina, onde tinha feito a sua fortuna. Transformou-a numa bela e rica quinta onde passou as suas férias. Aí cultivava vinhas e árvores de fruto, reservando uma grande extensão de terra para a criação de gado. Os produtos da quinta receberam prémios importantes em várias exposições.
A fim de aproveitar ao máximo as ricas fontes minerais medicinais da região, levou a cabo um projecto de criação de uma estância termal. A alta sociedade de Pontevedra no início do século XX assistiu à inauguração das Termas do Lérez a 22 de agosto de 1906. O estabelecimento hoteleiro e termal criado em 1906 por Casimiro Gómez foi um ponto de encontro para políticos influentes, aristocratas e membros da realeza da época, que desfrutavam das águas medicinais (águas das nascentes do Monte Porreiro e Aceñas) e dos caminhos pedestres que rodeavam esta quinta, agora desaparecidos. Casimiro Gómez comercializou as águas minerais sob a marca Aguas Lérez em garrafas para consumo doméstico, que foram vendidas em países como os Estados Unidos, Inglaterra, Egipto, India e Austrália. Em 1907, a marca recebeu vários prémios e o próprio Rei Afonso XIII felicitou Casimiro Gómez pela sua alta qualidade. No mesmo ano, foi-lhe atribuído o título de fornecedor da Casa Real Espanhola. A Infanta Elena, que visitou os banhos termais em 1914, o Marquês de Riestra, Montero Ríos, Cobián Roffignac e o Ministro José Canalejas, entre outros, foram ilustres visitantes dos banhos termais.

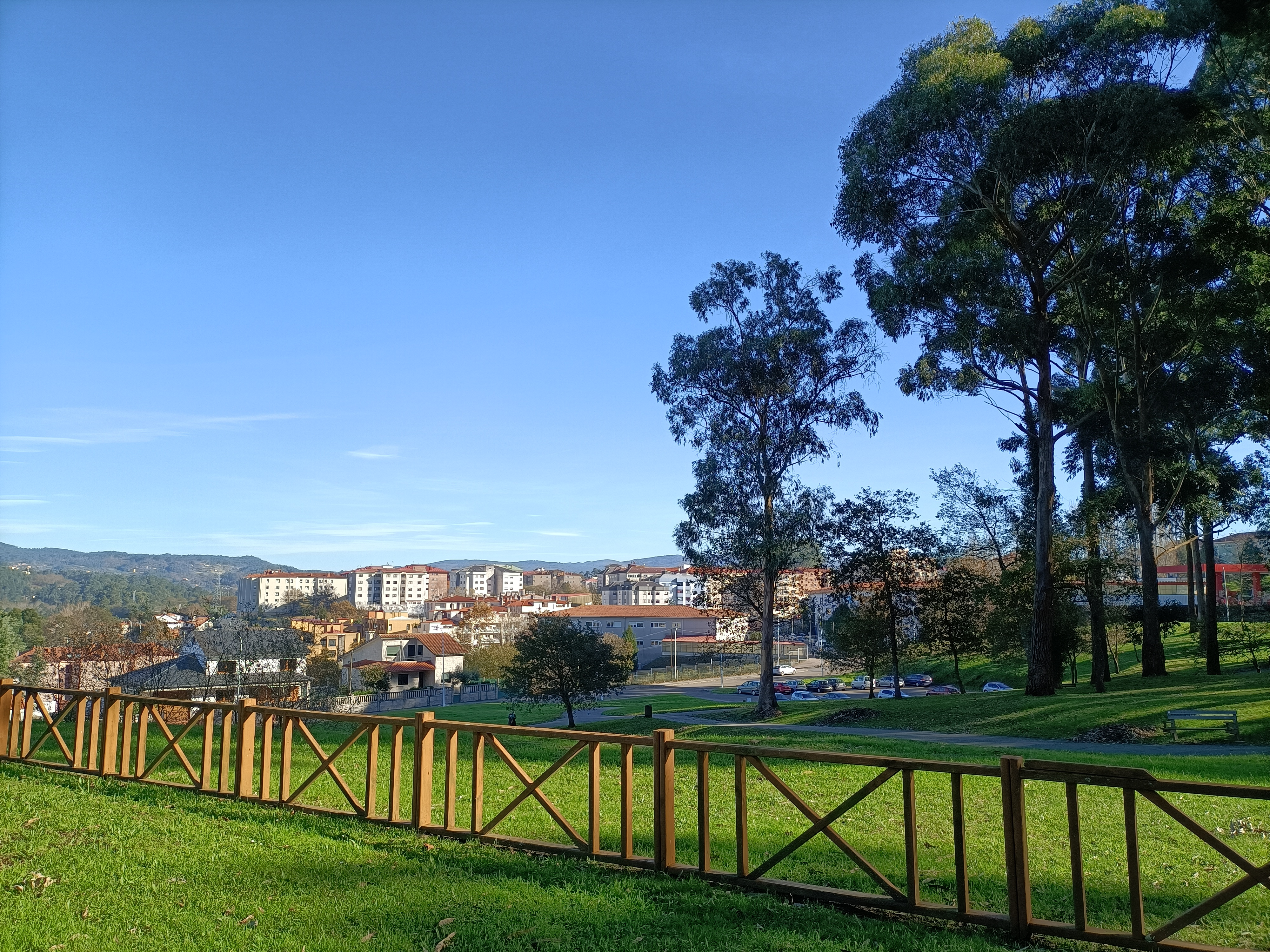
Vista parcial do bairro desde o Parque do Belvedere.

Quando rebentou a Primeira Guerra Mundial, Casimiro Gómez regressou à Argentina para se tornar fornecedor dos países participantes na Grande Guerra. Regressou a Monte Porreiro no final da guerra, mas a moda das termas tinha passado e a actividade da quinta foi reorientada para uma quinta experimental. Casimiro Gómez construiu um dos primeiros campos de ténis da Galiza na sua propriedade.
O bairro de Monte Porreiro foi desenvolvido com base num Plano Parcial derivado do Plano Geral de 1968, no qual a antiga grande quinta Buenos Aires foi incluída como área de reserva residencial. Em 1969, foi apresentado um modelo daquilo a que então se chamou o gigantesco parque habitacional Monte Porreiro, no qual foram planeadas mais de 2.000 habitações pertencentes a diferentes tipos, numa área de 68 hectares. Na década de 1970 iniciou-se a organização e desenvolvimento urbano de Monte Porreiro, com a construção de várias casas na rua Reino Unido, a que se seguiram torres modernas na encosta mais alta do domínio.
Em 1973, foi inaugurada em Pontevedra a sede do Centro Regional da Universidade Nacional de Educação à Distância e em 1987 foi transferida para o bairro.
Em 20 anos, os campos de cultivo e pastagens tornaram-se um bairro dormitório na periferia da cidade muito perto do centro urbano, com uma grande parte dos edifícios do bairro construídos nos anos 80. Em Novembro de 1988, foi inaugurada no bairro a Escola Secundária Luis Seoane.
Em Novembro de 1995, foi publicado o anúncio para a construção do centro de saúde de Monte Porreiro, inaugurado em 1997.
A Igreja Paroquial Católica do Bom Pastor foi inaugurada por Julián Barrio, Arcebispo de Santiago de Compostela, a 9 de outubro de 2010. O seu plano tem a forma de uma concha de vieira .
Em 2011, foi inaugurada a nova ponte sobre o rio Lérez, ligando o bairro à freguesia de Lérez e ao mosteiro de São Salvador de Lérez.
Desde 2020, o parque da praça de Europa tem uma tirolesa de 20 metros de comprimento. Em maio de 2020 a câmara municipal de Pontevedra criou um Metrominuto para o bairro.

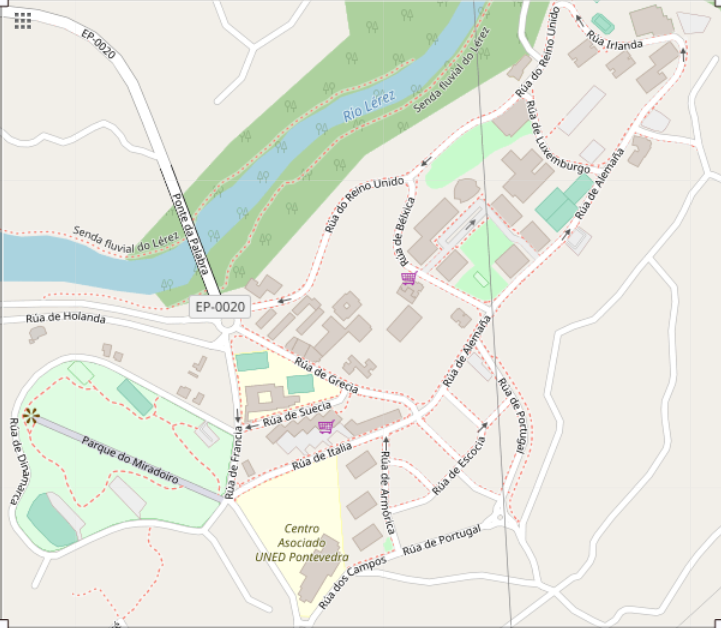
Mapa de Monte Porreiro

## Urbanismo
Monte Porreiro é um bairro na periferia de Pontevedra, localizado a nordeste do centro da cidade. Estende-se ao longo do rio Lérez. As ruas da vizinhança têm o nome dos países europeus: França, Suécia, Dinamarca, Países Baixos, Reino Unido, Portugal, Luxemburgo, Irlanda, Alemanha, Bélgica e Grécia. A praça central do bairro é a praça da Europa.
A oeste do bairro está o Parque do Belvedere e a leste o Parque da UNED, que faziam parte da vila Buenos Aires, cujo proprietário era Casimiro Gómez.
Muito perto do bairro, a jusante, encontra-se a praia do Lérez.

## Instalações
A sede do centro regional da Universidade Nacional de Educação à Distância (UNED) inaugurado em 1973 está localizada no bairro desde 1987. As instalações educativas incluem a Escola Secundária Luis Seoane, a Escola Marcos Portela, a Escola Infantil Fina Casalderrey e o Berçário A Galiña Azul.
Há também um centro de saúde e uma igreja paroquial, e as instalações desportivas incluem um campo de futebol e râguebi.
A Estação Ferroviária de Pontevedra-Universidade fica perto do bairro.

## Festas e eventos culturais
As festas do bairro realizam-se todos os anos por volta dos dias 4 e 5 de Maio e são dedicadas ao santo padroeiro de Monte Porreiro, o Bom Pastor.

## Galeria de imagens

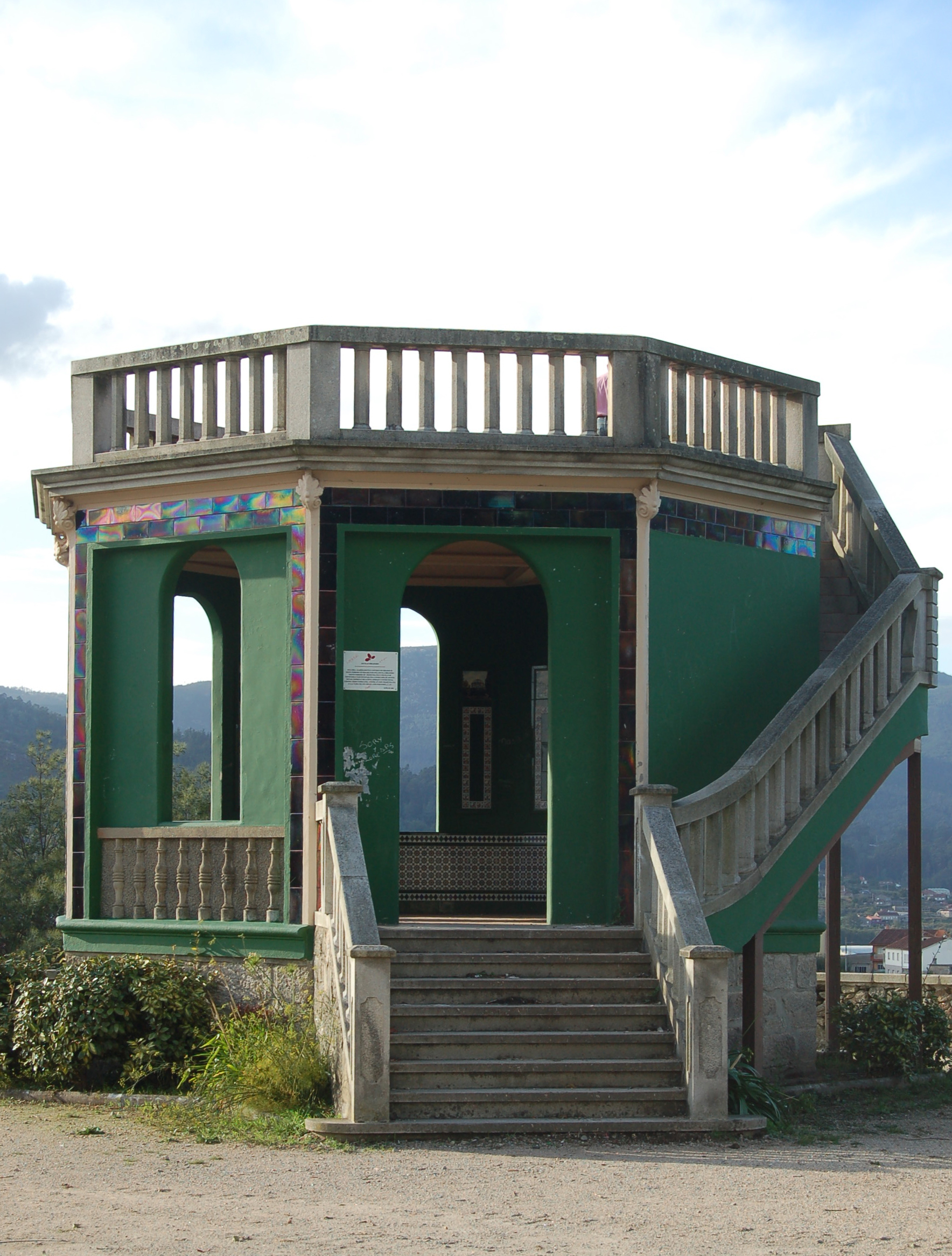
Parque do Belvedere
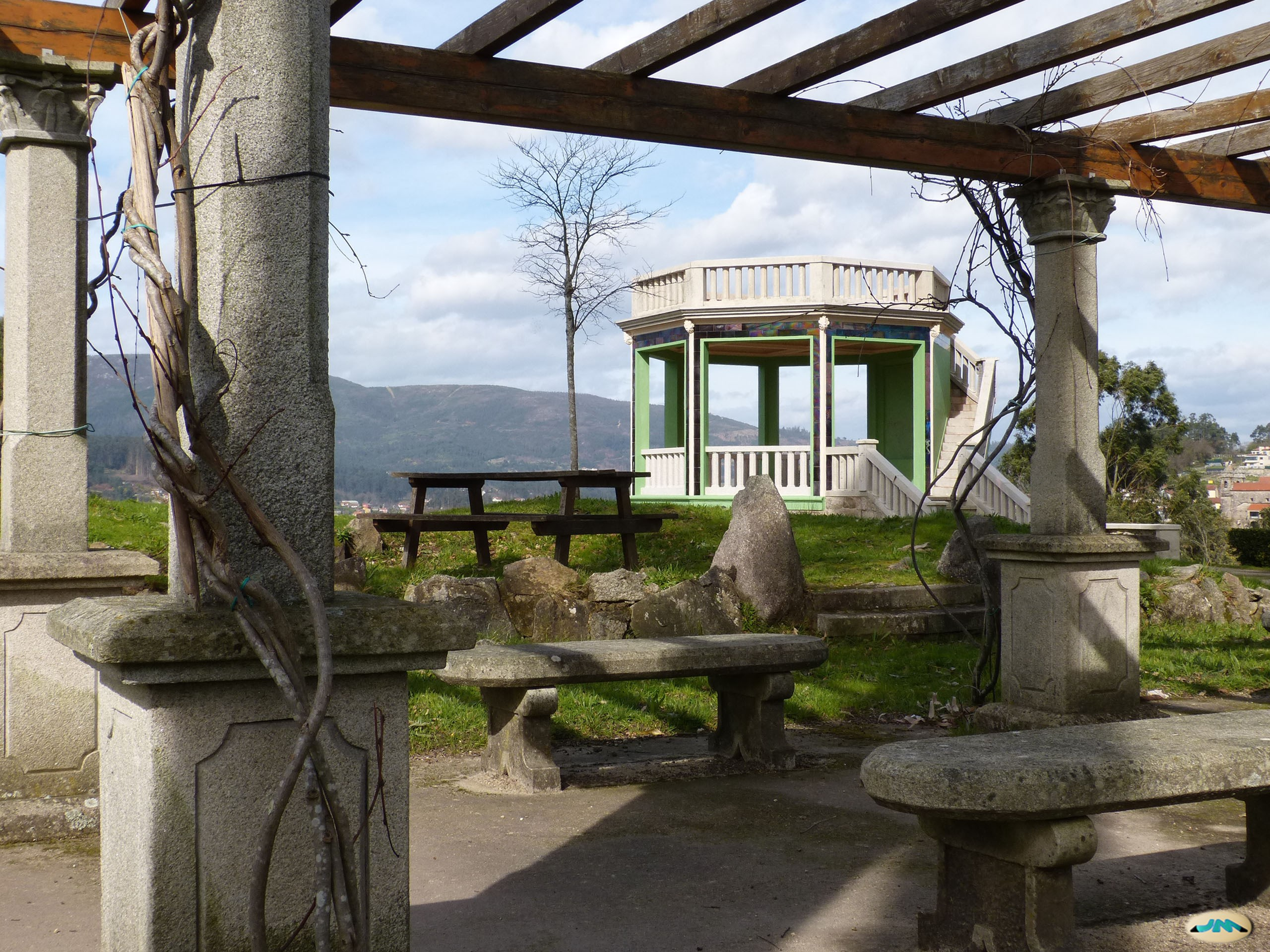
Parque do Belvedere
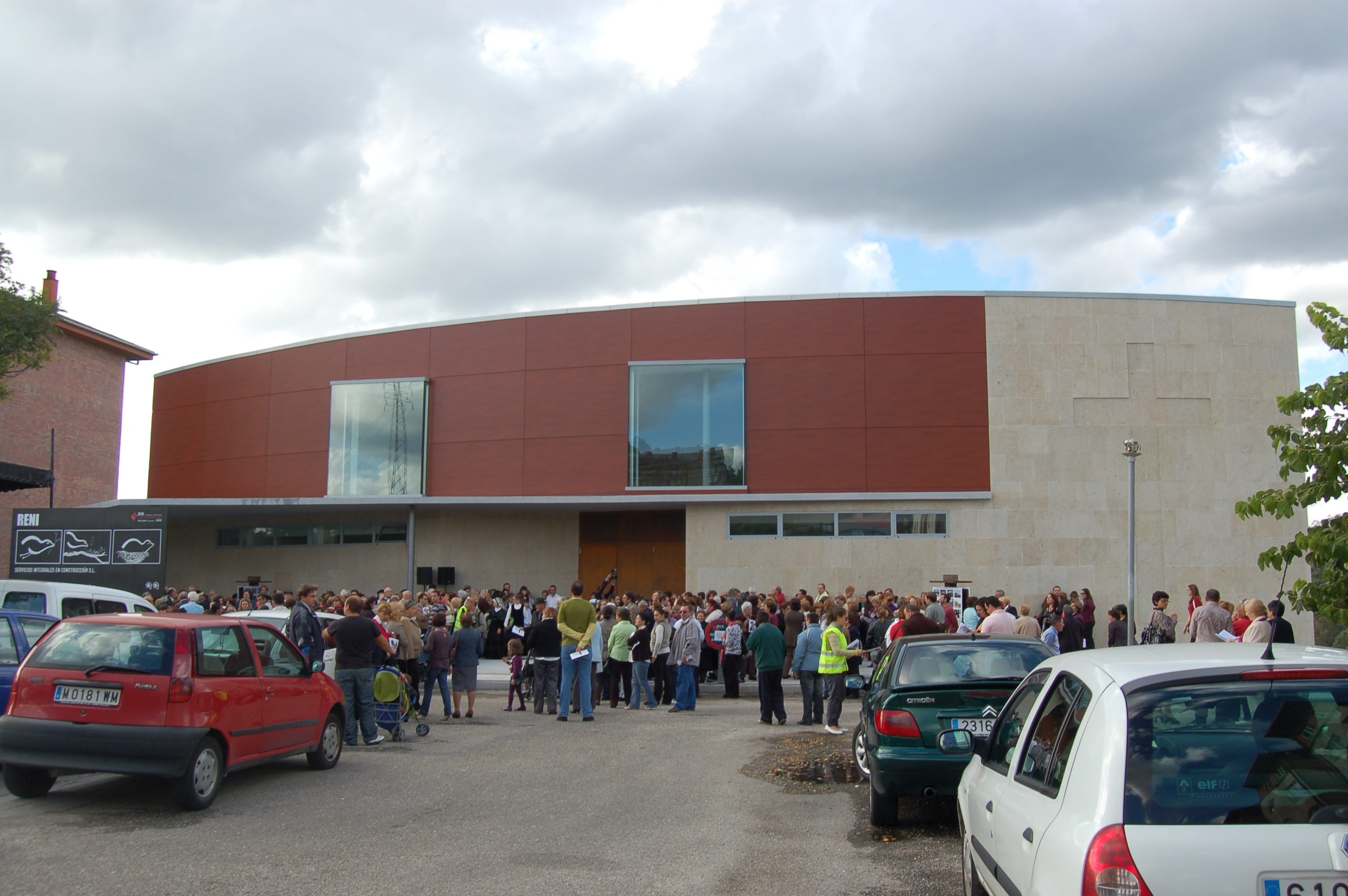
Igreja do Bom Pastor
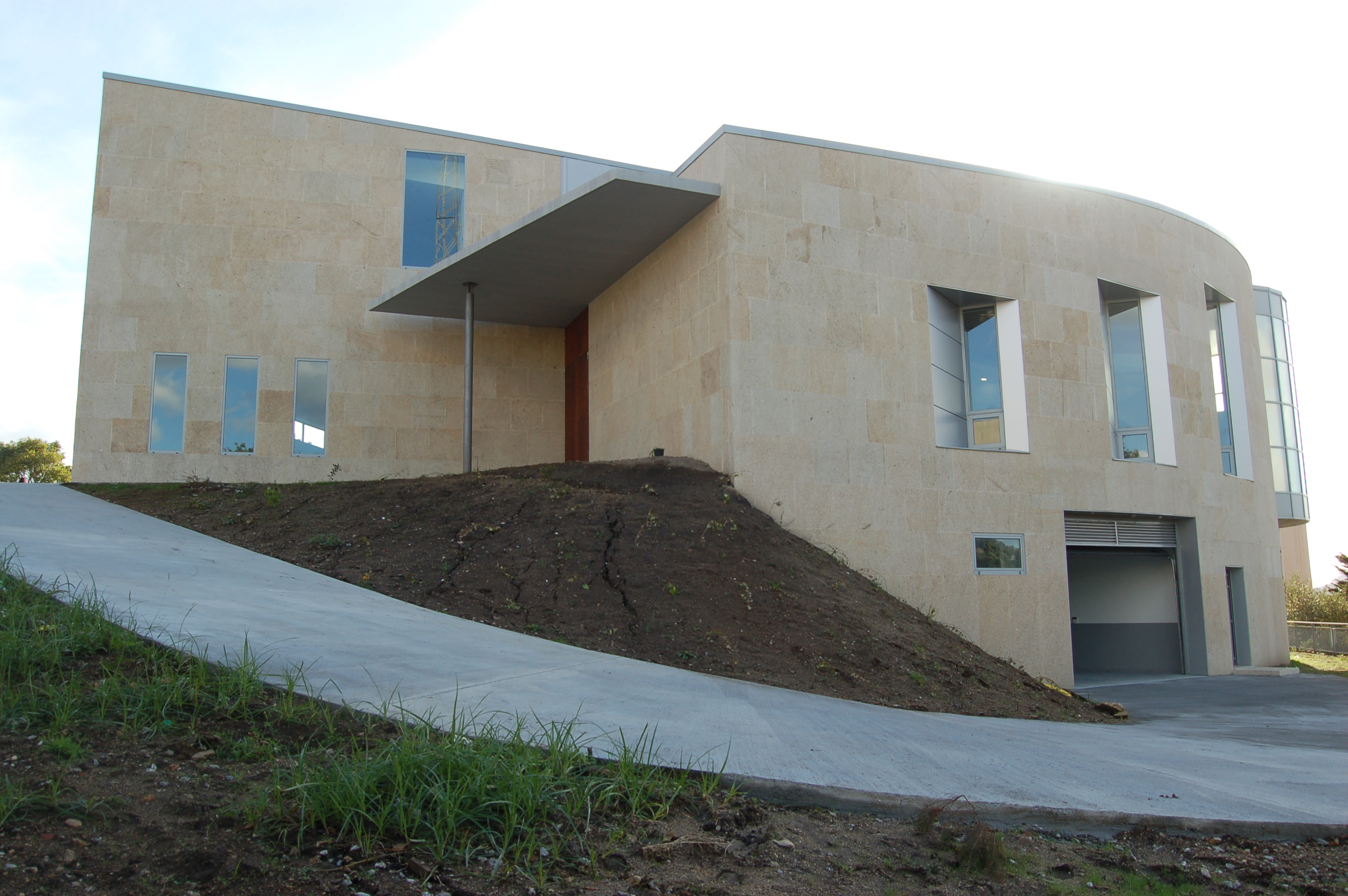
Igreja do bairro
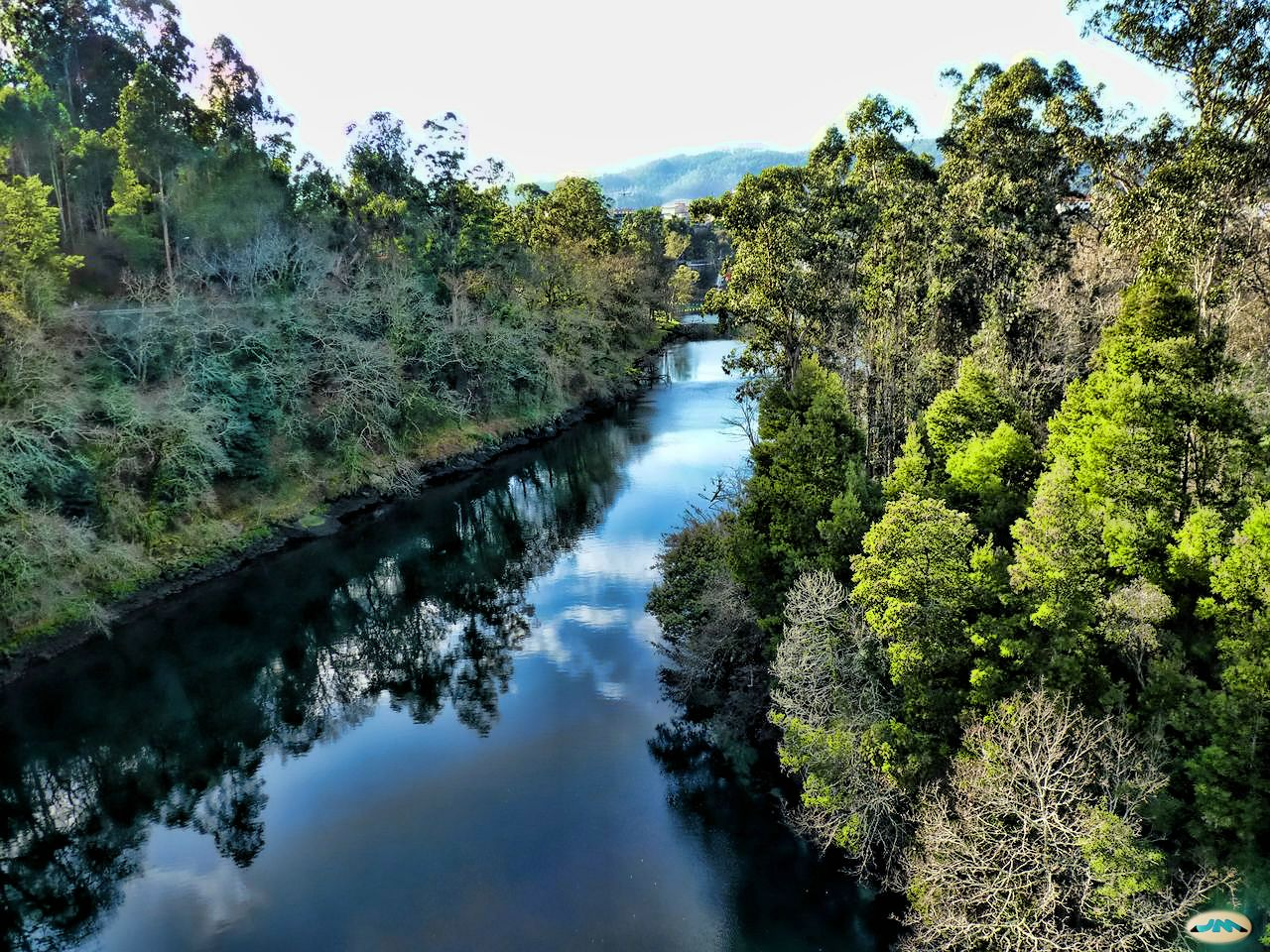
Rio Lérez
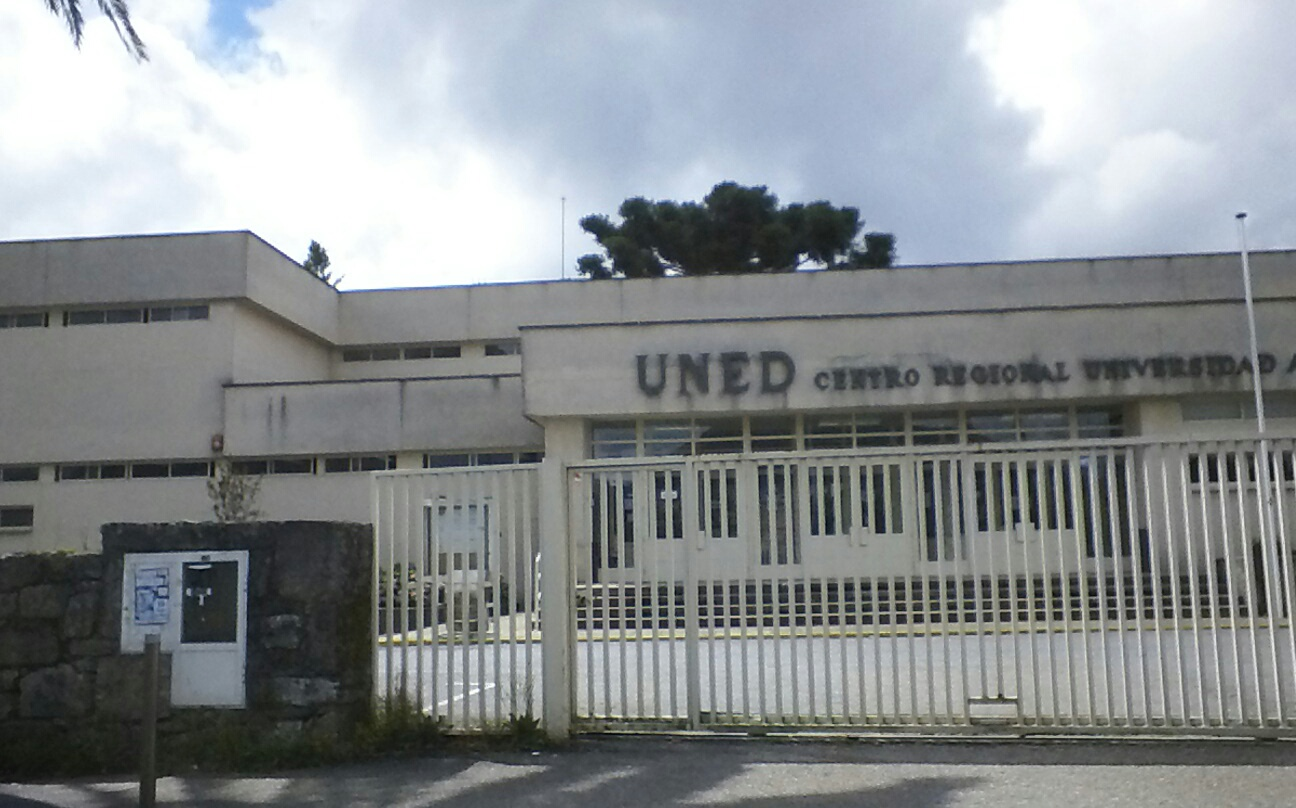
Sede da Universidade Nacional de Educação à Distância
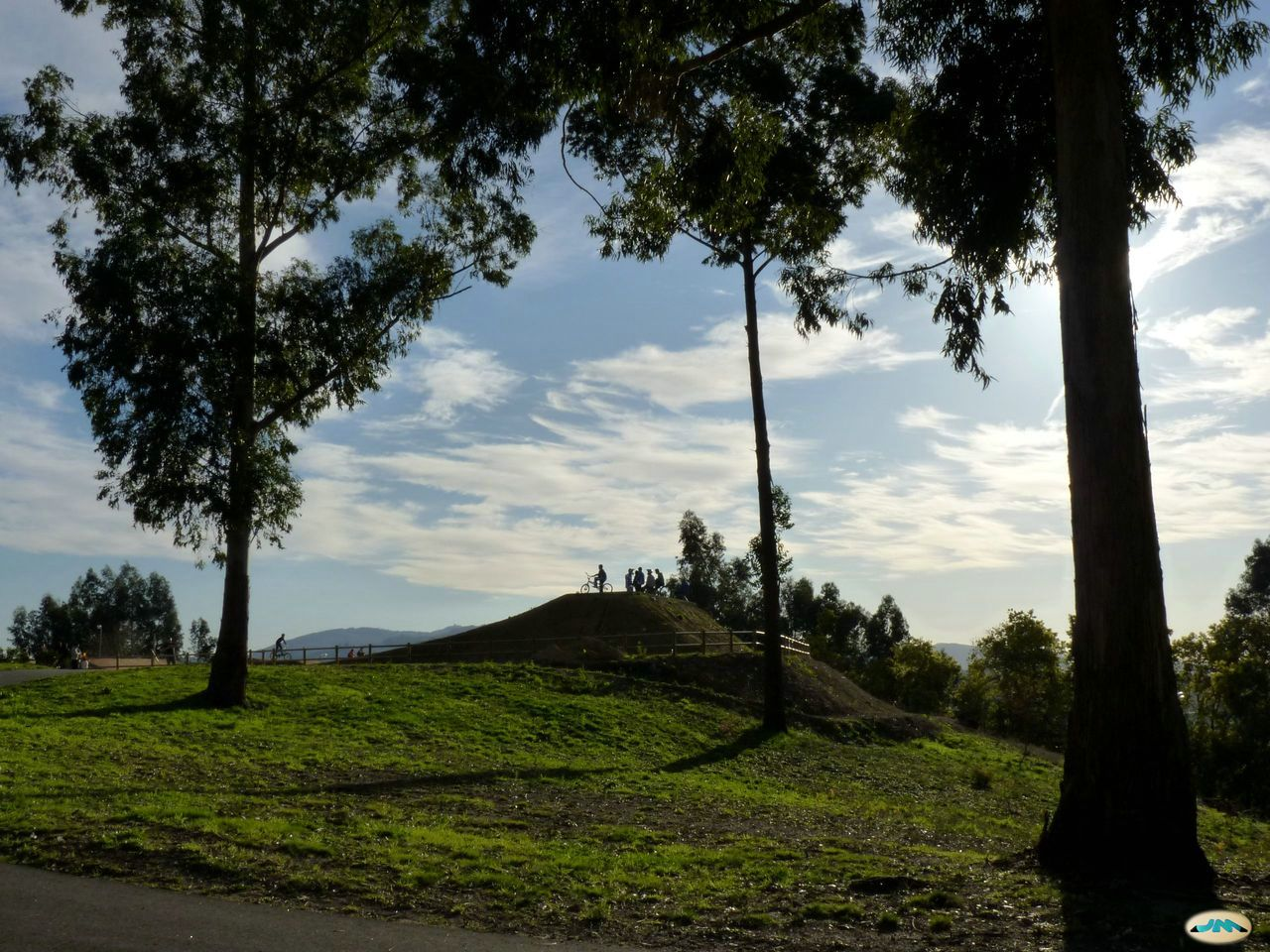
Pista de gincana
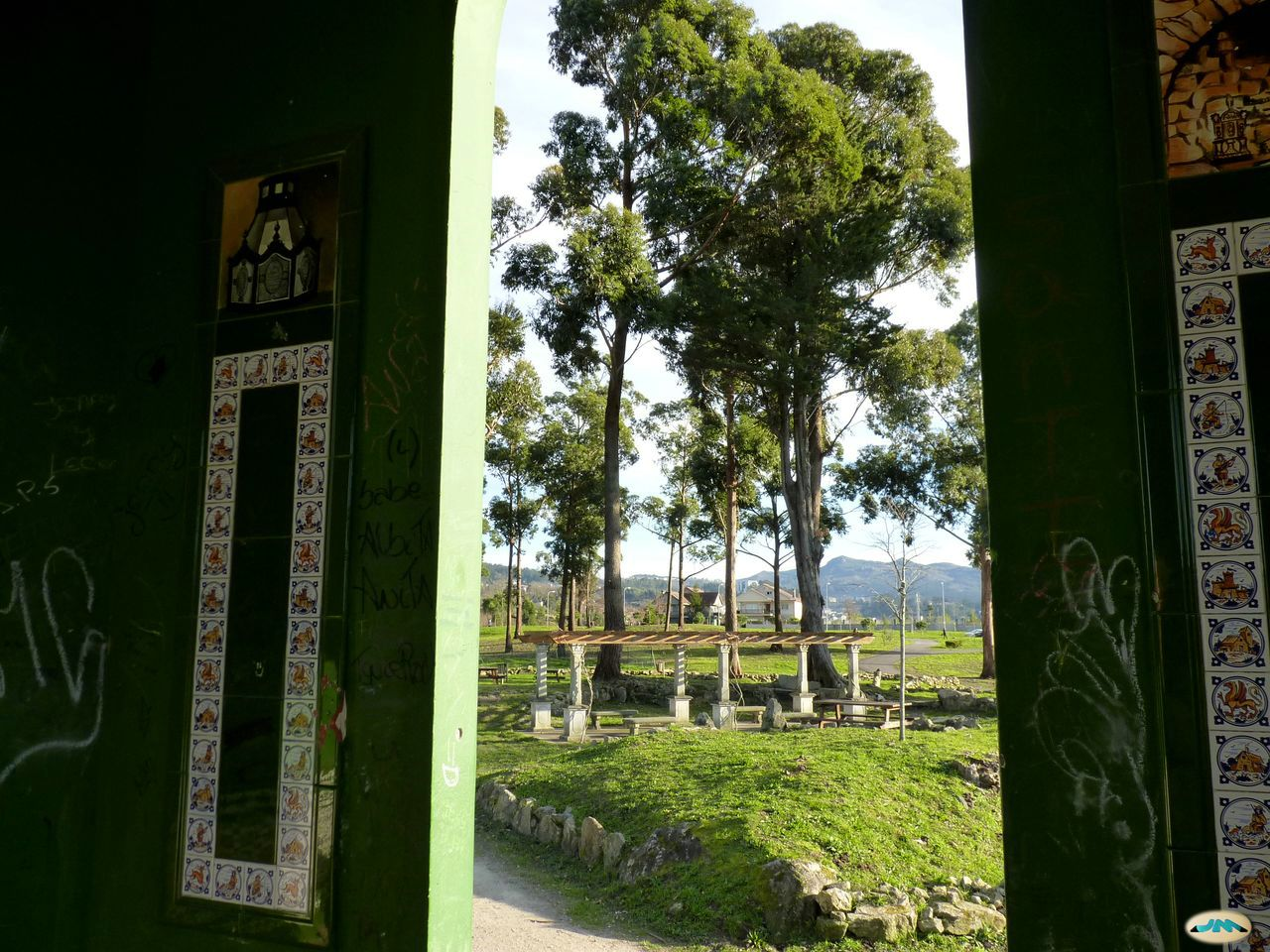
Pérgola no parque do Miradouro
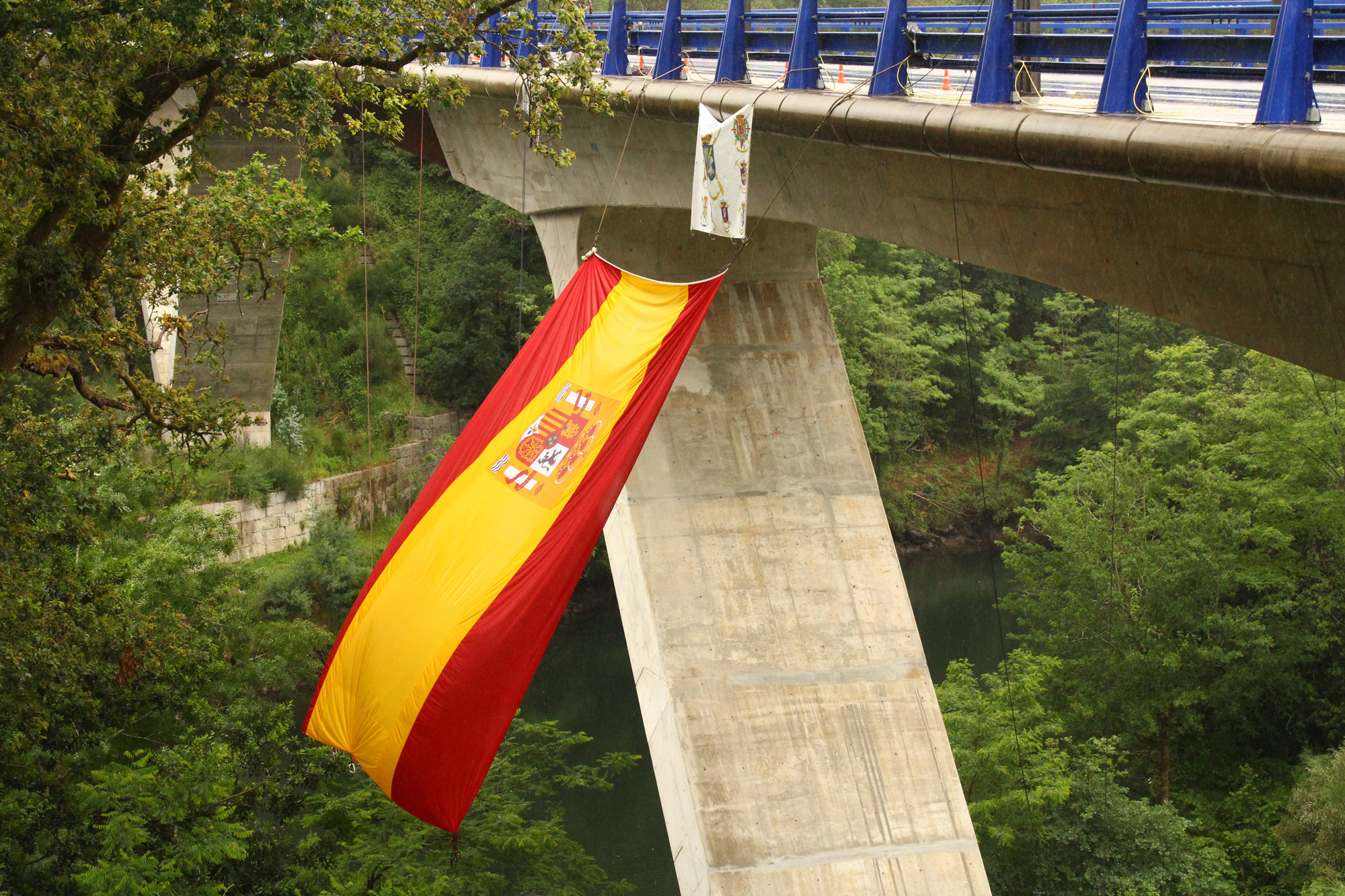
Ponte da Palavra
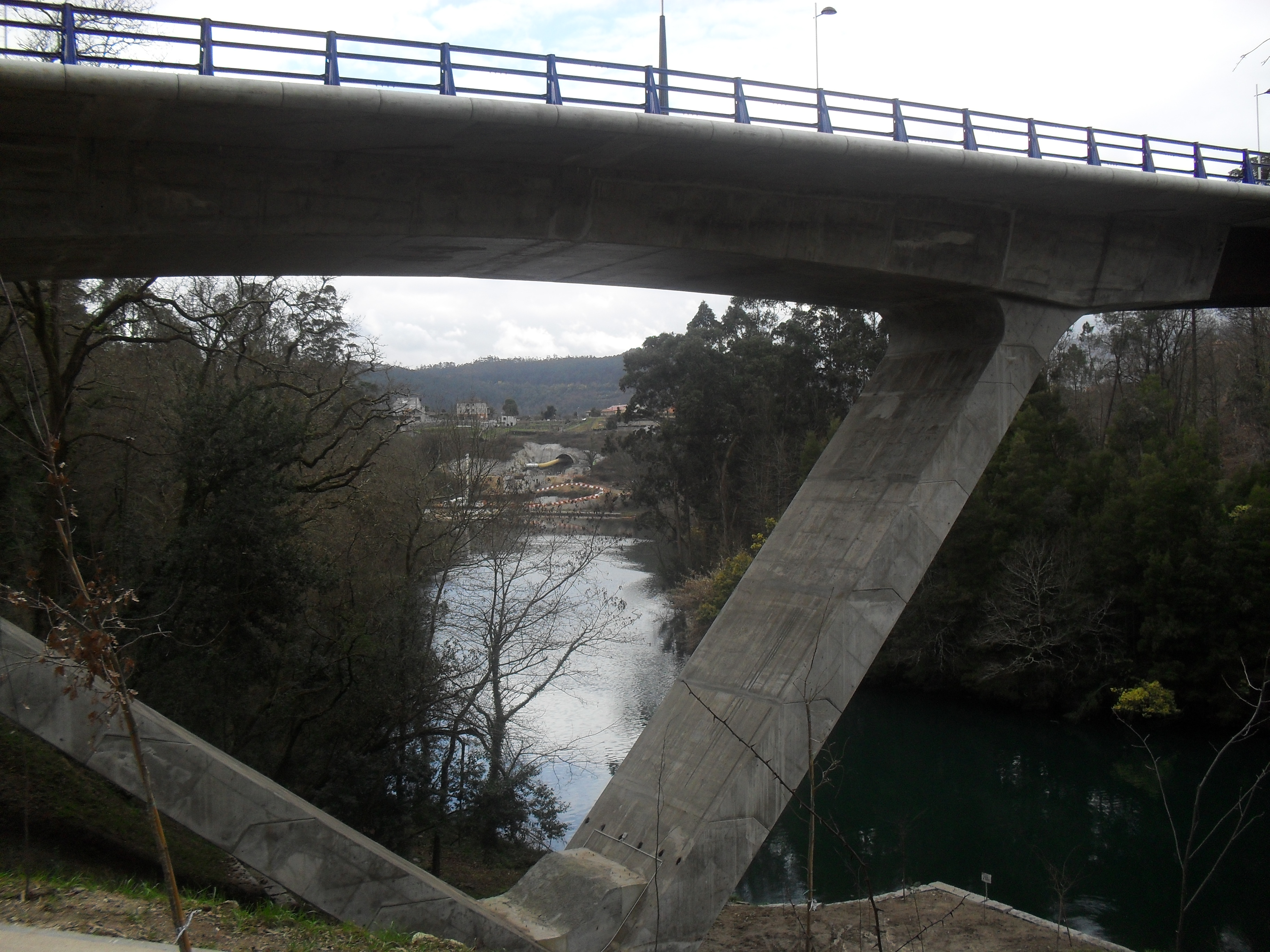
Ponte da Palavra

### Outros artigos
- Centro Associado da UNED de Pontevedra
- Parque do Belvedere
- Ponte da Palavra
- Lérez
- Valdecorvos